# 오라바강
오라바강(슬로바키아어: Orava, 폴란드어: Orawa, 헝가리어: Árva, 독일어: Arwa)은 슬로바키아 북부를 흐르는 강으로 길이는 60.3 km, 유역 면적은 1,992 km2)이다. 오라바강과 접한 주요 도시로는 돌니쿠빈, 트바르도쉰 등이 있다.